# Campeonato Europeu de Atletismo em Pista Coberta de 2019 - 60 m masculino
A prova dos 60 metros masculino do Campeonato Europeu de Atletismo em Pista Coberta de 2019 foi disputada no dia 2 de março de 2019 na Emirates Arena, em Glasgow, no Reino Unido. 

## Recordes
Antes desta competição, os recordes mundiais e do campeonato nesta prova eram os seguintes:
|                       | Nome              | Nacionalidade  | Tempo | Local       | Data                    |
| --------------------- | ----------------- | -------------- | ----- | ----------- | ----------------------- |
| Recorde mundial       | Christian Coleman | Estados Unidos | 6s 34 | Albuquerque | 18 de fevereiro de 2018 |
| Recorde do campeonato | Dwain Chambers    | Reino Unido    | 6s 42 | Turim       | 7 de março de 2009      |
| Recorde europeu       | Dwain Chambers    | Reino Unido    | 6s 42 | Turim       | 7 de março de 2009      |

## Medalhistas
| Ouro            | Prata                   | Bronze               |
| Ján Volko (SVK) | Emre Zafer Barnes (TUR) | Joris van Gool (NED) |

## Cronograma
Todos os horários são locais (UTC +0).
| Data       | Hora  | Evento    |
| ---------- | ----- | --------- |
| 2 de março | 10:25 | Bateria   |
| 2 de março | 19:20 | Semifinal |
| 2 de março | 20:50 | Final     |

## Resultados

### Bateria
Qualificação: 3 atletas de cada bateria (Q) mais os 6 melhores qualificados (q). 
| Posição | Bateria | Atleta                | Nacionalidade | Tempo | Notas  |
| ------- | ------- | --------------------- | ------------- | ----- | ------ |
| 1       | 5       | Konstadinos Zikos     | Grécia        | 6.66  | Q      |
| 2       | 3       | Ojie Edoburun         | Grã-Bretanha  | 6.67  | Q      |
| 3       | 5       | Richard Kilty         | Grã-Bretanha  | 6.68  | Q      |
| 4       | 1       | Emre Zafer Barnes     | Turquia       | 6.69  | Q      |
| 5       | 4       | Ján Volko             | Eslováquia    | 6.69  | Q      |
| 6       | 3       | Kevin Kranz           | Alemanha      | 6.70  | Q      |
| 7       | 6       | Joris van Gool        | Países Baixos | 6.71  | Q      |
| 8       | 4       | Remigiusz Olszewski   | Polónia       | 6.72  | Q      |
| 8       | 5       | Carlos Nascimento     | Portugal      | 6.72  | Q      |
| 10      | 6       | Henrik Larsson        | Suécia        | 6.72  | Q      |
| 11      | 2       | Aykut Ay              | Turquia       | 6.73  | Q,     |
| 12      | 4       | Ancuiam Lopes         | Portugal      | 6.74  | Q      |
| 13      | 4       | Amaury Golitin        | França        | 6.74  | q      |
| 14      | 1       | Markus Fuchs          | Áustria       | 6.75  | Q      |
| 14      | 6       | Samuel Purola         | Finlândia     | 6.75  | Q      |
| 16      | 5       | Oleksandr Sokolov     | Ucrânia       | 6.75  | q      |
| 17      | 1       | Silvan Wicki          | Suíça         | 6.75  | Q      |
| 18      | 6       | Sergio López          | Espanha       | 6.76  | q      |
| 19      | 2       | Austin Hamilton       | Suécia        | 6.76  | Q      |
| 20      | 2       | Petre Rezmives        | Roménia       | 6.77  | Q      |
| 21      | 3       | Zdeněk Stromšík       | Chéquia       | 6.77  | Q      |
| 22      | 2       | Šimon Bujna           | Eslováquia    | 6.78  | q      |
| 22      | 2       | Marvin René           | França        | 6.78  | q      |
| 24      | 3       | Sylvain Chuard        | Suíça         | 6.78  | q      |
| 25      | 5       | Amund Høie Sjursen    | Noruega       | 6.79  |        |
| 26      | 2       | Panayiotis Trivizas   | Grécia        | 6.80  |        |
| 27      | 2       | Aleksa Kijanović      | Sérvia        | 6.81  |        |
| 27      | 5       | Aitor Same Ekobo      | Espanha       | 6.81  |        |
| 29      | 5       | Kojo Musah            | Dinamarca     | 6.81  |        |
| 30      | 1       | Vasyl Makukh          | Ucrânia       | 6.84  |        |
| 31      | 6       | Volodymyr Suprun      | Ucrânia       | 6.87  |        |
| 32      | 4       | Kayhan Özer           | Turquia       | 6.87  |        |
| 33      | 3       | Dániel Szabó          | Hungria       | 6.88  |        |
| 33      | 4       | Odain Rose            | Suécia        | 6.88  |        |
| 35      | 4       | Ionut Andrei Neagoe   | Roménia       | 6.88  |        |
| 36      | 3       | Andreas Hadjitheoris  | Chipre        | 6.90  |        |
| 37      | 3       | Efthimios Steryioulis | Grécia        | 6.91  |        |
| 38      | 1       | Alexandru Terpezan    | Roménia       | 6.92  |        |
| 39      | 6       | Denis Dimitrov        | Bulgária      | 6.95  |        |
| 40      | 1       | Joseph Ojewumi        | Irlanda       | 6.97  |        |
| 41      | 1       | Daniel Ambros         | Espanha       | 6.99  |        |
| 42      | 2       | Omar El Aida Chaffey  | Malta         | 7.05  |        |
| 43      | 6       | Festus Asante         | Dinamarca     | 7.05  |        |
| 44      | 6       | Francesco Molinari    | San Marino    | 7.06  |        |
| 45      | 5       | Zvonimir Ivašković    | Croácia       | DSQ   | R162.8 |

### Semifinal
Qualificação: 3 atletas de cada bateria (Q) mais os 2 melhores qualificados (q).. 

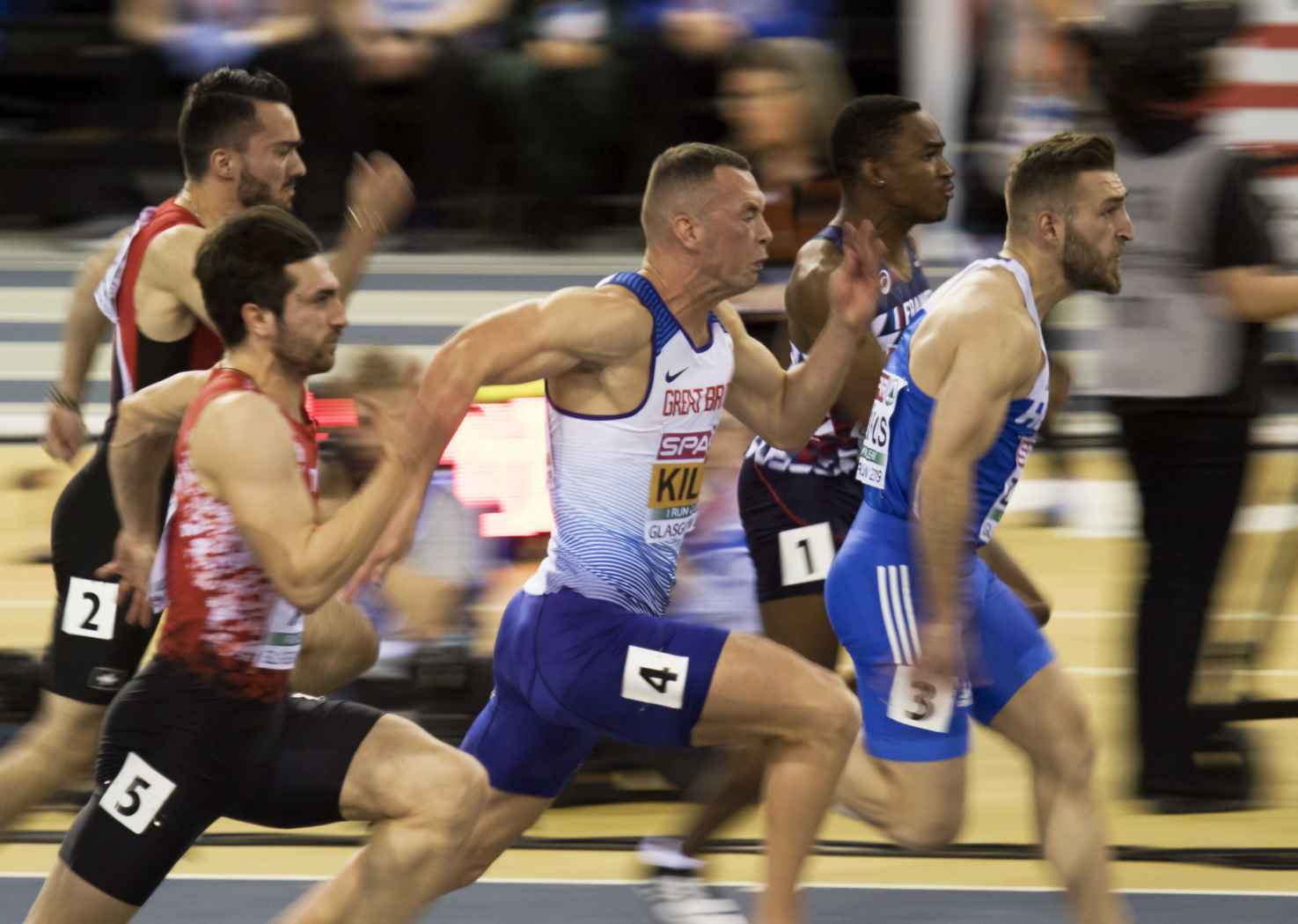
Semifinal 1

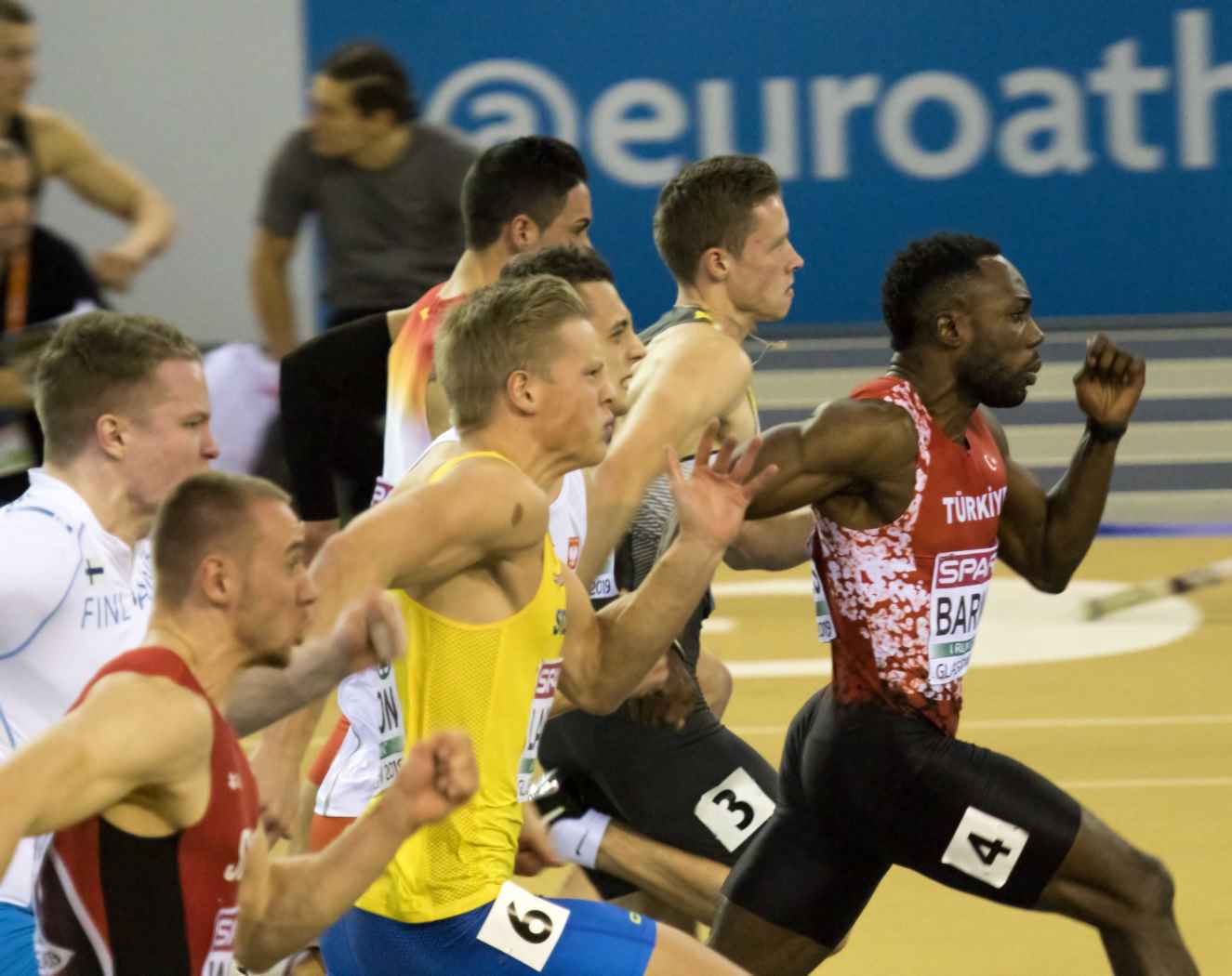
Semifinal 3

| Posição | Bateria | Atleta              | Nacionalidade | Tempo | Notas |
| ------- | ------- | ------------------- | ------------- | ----- | ----- |
| 1       | 2       | Ján Volko           | Eslováquia    | 6.61  | Q     |
| 2       | 2       | Joris van Gool      | Países Baixos | 6.62  | Q,    |
| 3       | 2       | Ojie Edoburun       | Grã-Bretanha  | 6.63  | q,    |
| 4       | 1       | Konstadinos Zikos   | Grécia        | 6.64  | Q     |
| 5       | 1       | Richard Kilty       | Grã-Bretanha  | 6.64  | Q     |
| 6       | 3       | Emre Zafer Barnes   | Turquia       | 6.65  | Q     |
| 7       | 1       | Amaury Golitin      | França        | 6.67  | q     |
| 8       | 3       | Kevin Kranz         | Alemanha      | 6.67  | Q     |
| 9       | 3       | Henrik Larsson      | Suécia        | 6.69  |       |
| 10      | 2       | Marvin René         | França        | 6.71  |       |
| 11      | 2       | Markus Fuchs        | Áustria       | 6.71  |       |
| 11      | 3       | Sergio López        | Espanha       | 6.71  |       |
| 13      | 1       | Carlos Nascimento   | Portugal      | 6.71  |       |
| 14      | 3       | Remigiusz Olszewski | Polónia       | 6.72  |       |
| 15      | 1       | Aykut Ay            | Turquia       | 6.73  | =     |
| 16      | 3       | Samuel Purola       | Finlândia     | 6.74  |       |
| 17      | 1       | Austin Hamilton     | Suécia        | 6.75  |       |
| 18      | 3       | Silvan Wicki        | Suíça         | 6.76  |       |
| 19      | 1       | Zdeněk Stromšík     | Chéquia       | 6.78  |       |
| 20      | 2       | Ancuiam Lopes       | Portugal      | 6.79  |       |
| 21      | 2       | Petre Rezmives      | Roménia       | 6.81  |       |
| 22      | 1       | Sylvain Chuard      | Suíça         | 6.82  |       |
| 23      | 3       | Šimon Bujna         | Eslováquia    | 6.86  |       |
| 24      | 2       | Oleksandr Sokolov   | Ucrânia       | DNS   |       |

### Final
A final aconteceu às 20:50 no dia 2 de março de 2019. 
| Posição           | Raia | Atleta            | Nacionalidade | Tempo | Notas |
| ----------------- | ---- | ----------------- | ------------- | ----- | ----- |
| Medalha de ouro   | 5    | Ján Volko         | Eslováquia    | 6.60  |       |
| Medalha de prata  | 4    | Emre Zafer Barnes | Turquia       | 6.61  |       |
| Medalha de bronze | 3    | Joris van Gool    | Países Baixos | 6.62  | =     |
| 4                 | 7    | Richard Kilty     | Grã-Bretanha  | 6.66  |       |
| 5                 | 6    | Konstadinos Zikos | Grécia        | 6.67  |       |
| 6                 | 2    | Amaury Golitin    | França        | 6.67  |       |
| 7                 | 1    | Ojie Edoburun     | Grã-Bretanha  | 6.67  |       |
| 8                 | 8    | Kevin Kranz       | Alemanha      | 6.73  |       |

Legenda
| Recorde mundial       | Recorde mundial (World record)               |                       | Recorde africano                      | Recorde africano (African) |                                           | Q | Classificado por posição (Qualified) |
| Recorde do campeonato | Recorde do campeonato (Championship record)  | Recorde da América    | Recorde da América (Americas)         | q                          | Classificado por melhor tempo (Qualified) |   |                                      |
| Melhor marca do ano   | Melhor marca do ano (World leading)          | Recorde asiático      | Recorde asiático (Asian)              | DNS                        | Não largou (Did not start)                |   |                                      |
| Recorde nacional      | Recorde nacional (National record)           | Recorde europeu       | Recorde europeu (European)            | DNF                        | Não terminou (Did not finish)             |   |                                      |
| Recorde pessoal       | Recorde pessoal do atleta (Personal best)    | Recorde da Oceania    | Recorde da Oceania (Oceania)          | DSQ / DQ                   | Desclassificado (Disqualified)            |   |                                      |
| Recorde da temporada  | Recorde da temporada do atleta (Season best) | Recorde sul-americano | Recorde sul-americano (South America) | NM                         | Sem marca (No mark)                       |   |                                      |